# Виноградовка (Алтайский край)
Виноградовка — село в Кулундинском районе Алтайского края. В составе Курского сельсовета.

## История
Основано в 1914 году. В 1928 г. посёлок Виноградовка состоял из 61 хозяйства, центр Виноградовского сельсовета Ключевского района Славгородского округа Сибирского края. Колхоз имени Буденного.

## Население
В 1928 году в посёлке проживало 336 человек (167 мужчин и 169 женщин), основное население — русские. По переписи 1959 г. в селе проживало 295 человек (136 мужчин и 159 женщины).
| 1997 | 1998 | 1999 | 2000 | 2001 | 2002 | 2003 |
| ---- | ---- | ---- | ---- | ---- | ---- | ---- |
| 332  | ↗350 | ↘345 | ↗348 | ↘323 | ↘304 | ↗307 |
| 2004 | 2005 | 2006 | 2007 | 2008 | 2009 | 2010 |
| →307 | ↗308 | ↘298 | ↘288 | ↘271 | ↘259 | ↘241 |
| 2011 | 2012 | 2013 |      |      |      |      |
| ↗242 | ↘237 | ↘236 |      |      |      |      |